# Megamind: The Button of Doom
Megamind: The Button of Doom is een geanimeerde korte film uit 2011, geregisseerd door Simon J. Smith. De film werd geproduceerd door DreamWorks Animation. Het werd als bonus uitgebracht op dvd en Blu-ray van de film Megamind op 25 februari 2011. De hoofdrollen worden vertolkt door Will Ferrell en David Cross.

## Verhaal
Voor zijn eerste dag als beschermer van Metro City organiseert Megamind een garage sale om van zijn slechterikgadgets af te komen die hij niet meer nodig heeft. Alles is verkocht, behalve een kleine doos met een knop die een gigantische robot blijkt te activeren: Mega-Megamind. Als beschermer zal hij daarom tegen zijn slechte uitvinding moeten vechten.

## Stemverdeling
| Acteur                   | Personage                    |
| ------------------------ | ---------------------------- |
| Will Ferrell             | Megamind en Mega-Megamind    |
| David Cross              | Minion, Megamind's assistent |
| Michelle Belforte Hauser | Betrokken moeder             |
| Jordan Alexander Hauser  | Damien                       |
| Kevin N. Bailey          | Kevin                        |
| Dante James Hauser       | Nigel                        |
| Declan James Swift       | Peter                        |
| Fintan Thomas Swift      | Barney                       |

## Prijzen en nominaties
| Jaar | Prijs             | Categorie                                             | Genomineerde(n)                                                                                           | Uitslag  |
| ---- | ----------------- | ----------------------------------------------------- | --- | -------- |
| 2012 | Golden Reel Award | Beste geluidsbewerking - Direct naar video - Animatie | John Marquis, Adam Milo Smalley, Dan O'Connell, John T. Cucci Tobias Poppe, Jonathan Klein & Susan Dudeck | Gewonnen |